# Морже
Морже́ (фр. Morgex) — коммуна в Италии, располагается в автономном регионе Валле-д’Аоста.
Население составляет 1989 человек (2008 г.), плотность населения составляет 46 чел./км². Занимает площадь 43 км². Почтовый индекс — 11017. Телефонный код — 0165.

## Демография
Динамика населения: